# La Guayaba
La Guayaba är en ort i Mexiko.   Den ligger i kommunen Jonuta och delstaten Tabasco, i den sydöstra delen av landet, 800 km öster om huvudstaden Mexico City. La Guayaba ligger 6 meter över havet och antalet invånare är 727.
Terrängen runt La Guayaba är mycket platt. Runt La Guayaba är det ganska tätbefolkat, med 52 invånare per kvadratkilometer. Närmaste större samhälle är Emiliano Zapata, 18,6 km söder om La Guayaba. Omgivningarna runt La Guayaba är en mosaik av jordbruksmark och naturlig växtlighet.